# Lonlay-l'Abbaye
Lonlay-l'Abbaye (lɔ̃.lɛ.la.be.iⓘ) es una comuna francesa situada en el departamento de Orne, en la región de Normandía.

## Demografía
| 1601 | 1512 | 1435 | 1345 | 1256 | 1152 | 1121 |
| Para los censos de 1962 a 1999 la población legal corresponde a la población sin duplicidades (Fuente: INSEE [Consultar]) |      |      |      |      |      |      |